# Габбасов, Сабыржан
Сабыржан Габбасов (каз. Сабыржан Ғаббасов, 1889, Аягоз, Российская Империя — 19 мая 1918, Аягозский район, Алаш-Орда) — казахский общественный деятель, журналист. Активный участник установления Советской власти в Семиречье.

## Биография
Родился в 1889 году в Сергиополе в татарской семье.
Учился в Казани с 1905 по 1912 года.
С 1912 года работал учителем в городе Сергиополь. Активно принимал участие в журнале «Айкап», опубликовав около 15 статей.
В 1916 году приехал в город Верный (ныне Алматы), писал статьи в газетах и журналах под псевдонимом «Аягузи».
В 1918 году работал в редакции газет «Вестник Семиреченского трудового народа», «Заря свободы» и других. В годы Гражданской войны в качестве комиссара Сергиопольского Революционного Военного совета и инструктора по войне Семиреченского фронта руководил обороной Сергиополя.
19 июня 1918 года попал в плен в битве с белогвардейцами и был убит в районе Балтатерек недалеко от Аягоза.